# Rhizoecus hawaiiensis
Rhizoecus hawaiiensis är en insektsart som först beskrevs av Sarah Hambleton 1946. 
Rhizoecus hawaiiensis ingår i släktet Rhizoecus och familjen ullsköldlöss. Inga underarter finns listade i Catalogue of Life.